# Водоспад Шеві
Водоспад Шеві (перс. آبشار شوی) або Талехзанґ (перс. آبشار شوی) - один із найбільших і найкрасивіших водоспадів Ірану, який розташований у горах Загрос у провінції Лурестан за 10 кілометрів від залізничної станції Талехзанґ, що на залізничному шляху Тегеран — Південь 19 січня 2015 року цей водоспад занесено до списку Національних пам'яток Ірану.
Водоспад Шеві розташований в ущелині між горами Чехельвік і Саланкух. Найкраще відвідувати цей водоспад ранньою весною, особливо у квітні, через свіжість повітря в цю пору і зелену рослинність довкола.

## Опис водоспаду
Потік води перед водоспадом виходить з печери і стрімко падає додолу з високого гребеня. Заввишки водоспад 100 м і завширшки 40 м. Потім вода річкою Дез проходить через гори і долини і впадає в озеро Сад Дар-е-Дез, що в провінції Хузестан.
Рослинність навколо водоспаду формують такі дерева як верба, інжир, виноград, ясен, клен і дуб. Під водоспадом і по боках від нього зростає ротанґ та інші водолюбні рослини. Поблизу є інший великий водоспад, який часом називають Другим водоспадом Шеві.

## Шлях до водоспаду
Щовесни сотні іранських та закордонних туристів приїздять помилуватись водоспадом. Щоб дістатися водоспаду, існує два шляхи:
- Найкоротший шлях пролягає від залізничної станції Талахзанг через Доруд[fa] і село Шеві.
- Інший шлях пролягає від міста Дезфул. Його довжина становить 91 км.